# 海野勝眠
もしかして
- 海野勝珉

ではありませんか？